# Nick Mason
Nicholas Berkeley "Nick" Mason (n. 27 ianuarie 1944, Birmingham, Anglia, Regatul Unit) este bateristul trupei Pink Floyd.
A fost singurul membru constant al trupei de la formarea acesteia în 1964.
A concurat și în curse de automobilism la evenimente cum ar fi Cursa de 24 de ore de la Le Mans.
Fiul regizorului de filme documentare, Bill Mason, Nick s-a nascut în Birmingham, însă a fost adus în Hampstead, Londra unde a urmat școala "Frensham Heights" din Surrey. Mai târziu a studiat la Politehnica Regent Street unde, în 1964, s-a alăturat lui Roger Waters, Bob Klose și Richard Wright pentru a forma Sigma 6, care avea să devină Pink Floyd.

## Discografie

### CuNick Mason's Fictitious Sports
- Nick Mason's Fictitious Sports (3 mai 1981)

### CuRick Fenn
- Profiles (29 iulie 1985)
- White of The Eye (1987 - soundtrack)
- Tank Mailing (1988 - soundtrack)